# Víctor Peralta
Víctor Peralta, el Jaguar, fue un boxeador argentino ganador de medalla de plata en los Juegos Olímpicos de Ámsterdam 1928 en la categoría de hasta 57 kg peso pluma. Perdió la final con el holandés Bep van Klaveren. Como boxeador profesional, se consagró campeón argentino liviano el 12 de marzo de 1932, cuando venció por nocaut al ídolo popular Justo Suárez (El Torito de Mataderos), hecho que lo hizo impopular. Retuvo el título hasta el 16 de septiembre de 1933, cuando fue vencido por Alfredo Sabino Bilanzone, ambos combates realizados en el Luna Park.

## La medalla de plata en los Juegos Olímpicos de Ámsterdam 1928

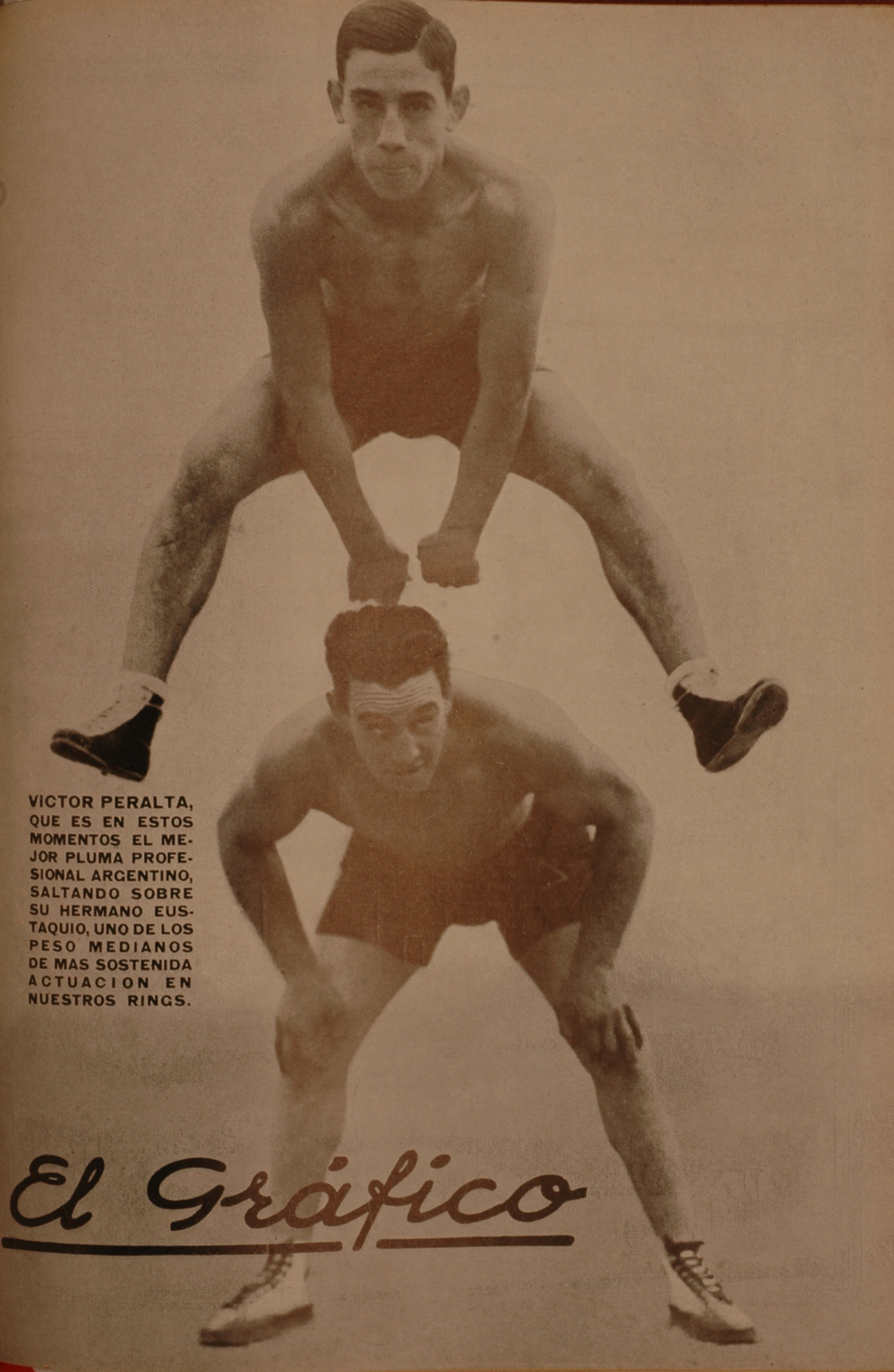
Víctor y Eustaquio Peralta,en 1930.

Víctor Peralta obtuvo medalla de plata en los Juegos Olímpicos de Ámsterdam 1928, en la categoría pluma (hasta 57,152 kilos). Para ello venció al noruego Arthur Olsen, al francés J. Georges Boireau, al belga Lucien Biquet y perdió la final con el holandés Lambertus "Bep" Van Klaveren, por puntos. El fallo de los jueces resultó muy polémico y los simpatizantes argentinos iniciaron una gran protesta que los llevó a un enfrentamiento con la policía.

## La pelea con Justo Suárez
Peralta se vería muy afectado en la memoria colectiva por la pelea por el título argentino que sostuvo con Justo Suárez, el 12 de marzo de 1932. Suárez, un gran ídolo popular, ya se encontraba muy afectado por una tuberculosis que lo mataría seis años después, y su carrera estaba en franca decadencia. Si bien el triunfo, obtenido por nocaut, pareció significar el momento de gloria de Peralta, poco después resultó evidente que el mismo fue obtenido a costa de una gran impopularidad:

«No se le perdonó nunca haber vencido al más querido de los púgiles nuestros, y por esa causa jamás consiguió la aprobación del público. En cada una de sus posteriores presentaciones era silbado por cierta parte de espectadores, y a pesar de continuar ganando combates no logró entrar en el corazón del simpatizante del boxeo, y adicto a Suárez. Por aquello que en un momento significó una dulce victoria, se transformó en total amargura para "El Jaguar".»

## En un relato de Cortázar
Julio Cortázar, en su cuento "Torito" referido a Justo Suárez, menciona la pelea con Víctor Peralta en el siguiente texto:

«Y los sueños igual, la otra noche, estaba peleando de nuevo con Peralta. Por qué justo tengo que venir a embocarla en esa pelea, pensá lo que fue, pibe, mejor no acordarse. Vos sabés lo que es toda la barra ahí, todo de nuevo como antes, no como en Nueva York, con los gringos... Y la barra del ringside, toda la hinchada, y unas ganas de ganar para que vieran que... Otra que ganar, si no me salía nada, y vos sabés cómo pegaba Víctor. Ya sé, ya sé, yo le ganaba con una mano, pero a la vuelta era distinto. No tenía ánimo, che, el patrón menos todavía, qué te vas a entrenar bien si estás triste. Y bueno, yo aquí era el campeón y él me desafió, tenía derecho. No le voy a disparar, no te parece. El patrón pensaba que le podía ganar por puntos, no te abrás mucho y no te cansés de entrada, mirá que aquél te va a boxear todo el tiempo. Y claro, se me iba para todos lados, y después que yo no estaba bien, con la barra ahí y todo te juro que tenía un cansancio en el cuerpo... Como modorra, entendés, no te puedo explicar. A la mitad de la pelea la empecé a pasar mal, después no me acuerdo mucho. Mejor no acordarse, no te parece. Son cosas que para qué.»
Julio Cortázar, "Torito". Final del juego (1956).